# Sassierges-Saint-Germain
Sassierges-Saint-Germain är en kommun i departementet Indre i regionen Centre-Val de Loire i de centrala delarna av Frankrike. Kommunen ligger i kantonen Ardentes som tillhör arrondissementet Châteauroux. År 2022 hade Sassierges-Saint-Germain 447 invånare.

## Befolkningsutveckling
Antalet invånare i kommunen Sassierges-Saint-Germain
Referens:INSEE